# Ogaklev
Ogaklev är den bäst bevarade fornborgen i Eskilstuna kommun. Den är belägen på en bergshöjd i Ärla socken i Södermanland. Borgen är 220 gånger 130 meter stor och begränsas av branta sluttningar. I övrigt omgärdas den i norr, nordost och väst av en 230 meter lång, 1,5-6 meter bred och 0,2-2,5 meter hög stenvall. Det finns två ingångar till borgen, en i nordväst och en i söder. Innanför den senare finns en sank fördjupning som kan ha använts som vattengrop. Strax utanför borgen finns tre terrassliknande parallella avsatser.